# Hockey Club Varèse
Le Hockey Club Varèse est un club de hockey sur glace de Varèse en Italie.

## Historique
Le club est créé en 1977 sous le nom d'A.S. Mastini Varèse Hockey. Il remporte la Serie A en 1987 et 1989.
En 1996, il remporte la seconde Coupe de la Fédération, (ancêtre de l'actuelle coupe continentale) et devient le premier club italien à remporter un titre européen.
En 2005, il cesse les activités de l'équipe première. Cependant, le Hockey Club Varèse possède toujours des équipes dans les catégories inférieures à 19 ans. En 2008, il réintègre une équipe en Serie A2.

## Palmarès
- Championnat d'Italie :
  - Serie A (2) : 1987, 1989.
  - Serie A2 (1) : 1997.
  - Serie C (2): 2002, 2003.
- Coupe de la Fédération
  - Vainqueur (1) : 1995